# Диху Ольстерский
Диху (V век) — святой из Ольстера. День памяти — 29 апреля.

## Биография
Святой Диху (Dichu), сын вождя Ольстера, в молодости был свинопасом. Впоследствии он удалился в царство Лекальское, что в графстве Даун, Ирландия, и резко выступил против святого Патрика (память 17 марта), когда тот высадился в тех краях в 432 году. Святой Диху стал первым ирландцем, который был обращён святым Патриком. Он даровал святому Патрику храм в Сауле, столице лекальской, который стал первым храмом, основанным святым Патриком в Ирландии, и они стали близкими друзьями.